# En god død
En god død er en dansk dokumentarfilm fra 2013, der er instrueret af Estephan Wagner.

## Handling
Filmen konfronterer seerne med et af de mest forankrede tabuer i samfundet: døden. Filmen følger skarpt tre kvinders sidste tid på et hospice, sidste stop før døden. Gennem kvinderne får seerne et indblik i hvad det betyder at nærme sig livets afslutning. Seerne hører om deres sidste drømme og er tilstede, når de finder ordene til at sige "Undskyld" eller "Jeg elsker dig". Filmen viser hvordan et hospice kan give mennesker livskvalitet i den sidste tid og omsorg på en respektfuld og kærlig måde. Samtidig er filmen et ærligt portræt, som ikke ser væk i de svære øjeblikke. En god død en hjerteskærende vemodig fortælling, men alligevel beroligende, munter og håbefuld. I filmen afmystificeres døden. Seerne bliver klogere på kvindernes og de pårørendes sorg, men ser også, hvordan det mindste fremskridt og bedring kan skabe et muntert øjeblik.